# フィヨルドの少女/バチェラー・ガール
「フィヨルドの少女 / バチェラー・ガール」（フィヨルドのしょうじょ バチェラー・ガール）は、1985年11月1日に発売された大滝詠一通算11作目のシングル。

## 解説
1985年に新曲として発売されてはいるが、レコーディング自体は前年のアルバム『EACH TIME』制作時に行われていた。「フィヨルドの少女」は1983年9月録音。「バチェラー・ガール」は、1984年3月に完成していたが、先に稲垣潤一に提供された。両曲とも、リリース当時はアルバム未収録だったが、後にアルバム『Complete EACH TIME』や『EIICHI OHTAKI Song Book I 大瀧詠一 作品集Vol.1 (1980-1998)』などに収録された。
大滝のシングルとしては「君は天然色」の36位を上回る当時の過去最高となるオリコン31位を記録した。
「フィヨルドの少女」にはギターでフィンランドのインストバンド「ムスタングス」のギターリストであるマッチ・ルータラが参加しており、後に同曲をバンドで大滝のボーカルをギターに置き換えたインストゥルメンタルでカバーした。
「バチェラー・ガール」は、アルバム『B-EACH TIME L-ONG』からのシングル・カットだが、イントロがSEになっており、フェイド・アウトして終わるシングル・ヴァージョンとなっている。
なお、両曲のナイアガラ・アーティスト番号はそれぞれ<OT-14>、<OT-13>となっているが、実際には<OT-21>以上になるべきところが『EACH TIME SINGLE VOX』と重複している。
このシングル発売後、他アーティストへの楽曲提供やプロデュースは行われたが、自身の作品は1997年の「幸せな結末」まで12年間、途絶えた。

## 収録曲

### SIDE A
1. フィヨルドの少女  –  (3:58) OT-14
  - Words 松本隆, Music 大瀧詠一
  - GUITAR : Matti Luhtala

### SIDE B
1. バチェラー・ガール Bachelor Girl  –  (4:37) OT-13
  - Words 松本隆, Music 大瀧詠一
  - STRINGS : Akira Inoue
  - SYNTHESIZER : Ryoichi Kuniyoshi

## クレジット
- PRODUCER : EIICHI OHTAKI
- ENGINEER : TAMOTSU YOSHIDA

## リリース日一覧
| 地域 | タイトル                                            | リリース日    | レーベル           | 規格                 | カタログ番号 | 備考           |
| ---- | --------------------------------------------------- | ------------- | ------------------ | -------------------- | ------------ | -------------- |
| 日本 | フィヨルドの少女 / バチェラー・ガール Bachelor Girl | 1985年11月1日 | NIAGARA ⁄ CBS/SONY | 7"シングル・レコード | 07SH 1777    | 歌詞カード入り |